# Conanglell
Conanglell es un núcleo descentralizado que forma parte del municipio de Las Masías de Voltregá (Les Masies de Voltregà), en la comarca de Osona, provincia de Barcelona. Se halla al oeste de Torelló y cerca de la orilla izquierda del río Ter en el lugar en que éste hace de límite con el municipio de Torelló y forma un meandro, de cuya forma angular posiblemente deriva el topónimo. La carretera local BV-5225 lo comunica con Torelló por el este y con la C-17 por el oeste. 
Su población a 1 de enero de 2012 era de 83 habitantes (42 varones y 41 mujeres).

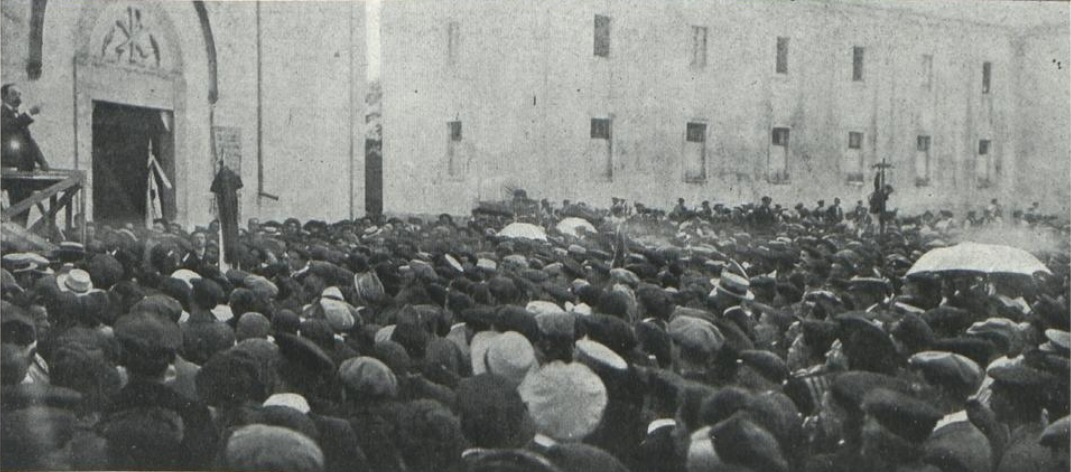
Concentración carlista en Conanglell (1912)

## Historia
La primera documentación de Conanglell es de 1125. En 1139 se construyó una torre fortificada.
A mediados del siglo XIX se instaló en el lugar un cuartel del ejército y se construyó la capilla de Santa Bárbara. Los militares abandonaron las instalaciones a mediados del siglo XX. A principios del siglo XXI los restos que quedaban fueron derruidos y en su emplazamiento se levantó un barrio de viviendas unifamiliares.

## Lugares de interés
- Iglesia de Santa Bárbara.